# Pilar (automóvil)

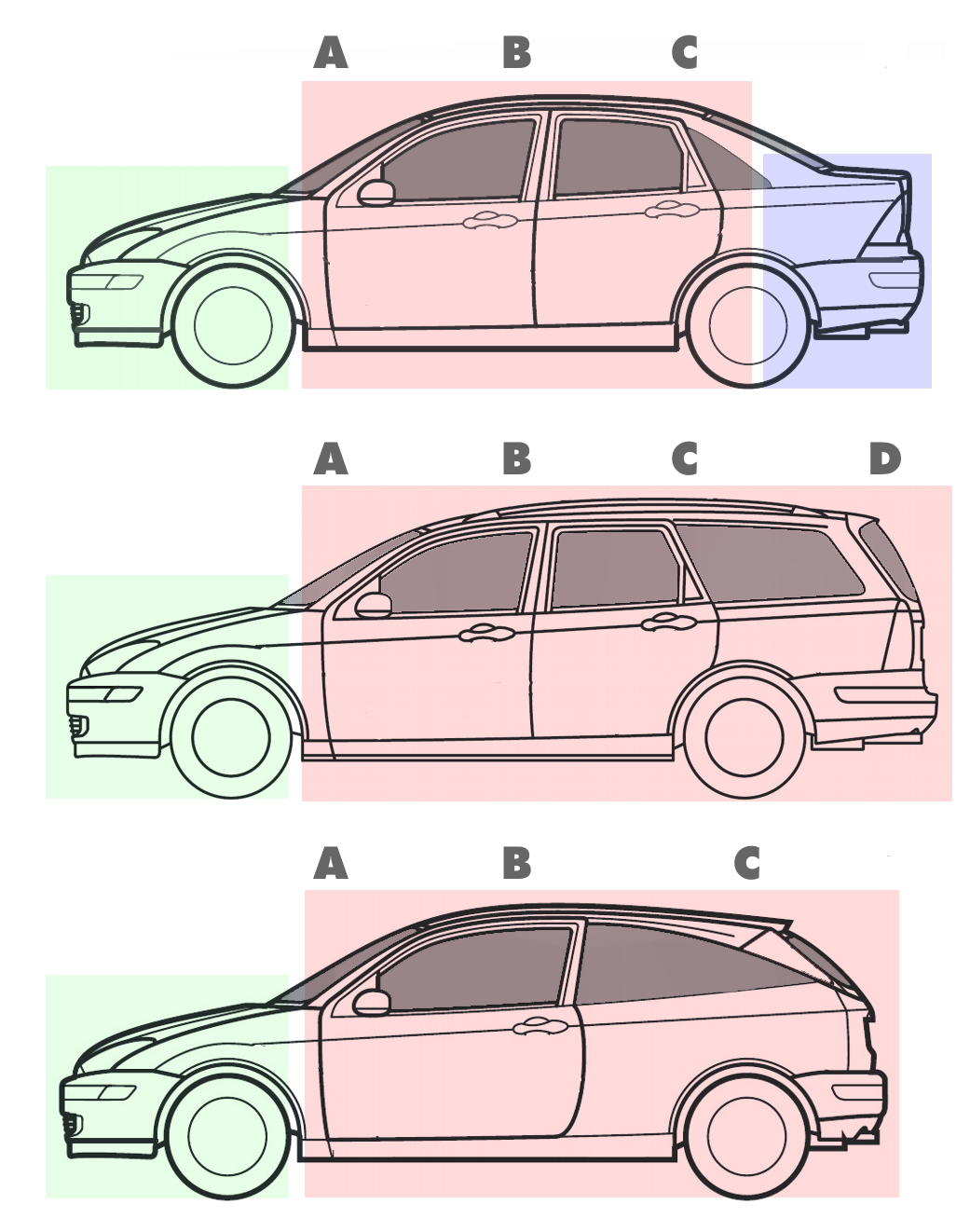
Configuraciones de pilares típicas de un sedán (tres volúmenes), familiar (dos volúmenes) y hatchback (dos volúmenes) del mismo segmento.

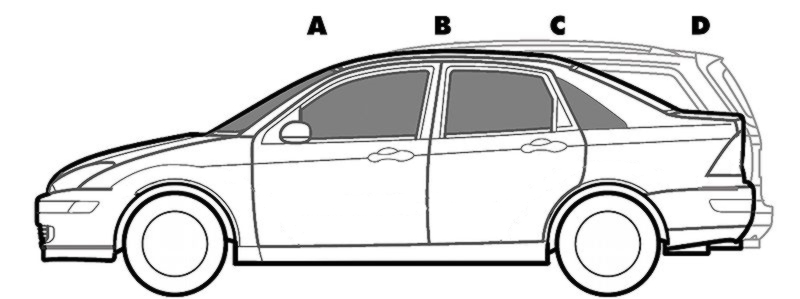
Configuraciones de pilares típicas de un sedán (tres volúmenes) y familiar (dos volúmenes) para el mismo rango de modelos.

Diagrama de un hatchback cinco puertas (dos volúmenes) superimpuesto sobre una vagoneta (familiar) (dos volúmenes) del mismo rango de modelos, en este caso, ambos con un pilar D.

Los pilares son soportes verticales o casi verticales del área de las ventanas de un automóvil designados respectivamente como pilares A, B, C o (en autos más grandes) D, moviéndose de enfrente hacia atrás en vista lateral.
La designación alfabética consistente de los pilares de un carro entrega una referencia común para discusiones de diseño y comunicación crítica. Como ejemplo, los equipos de rescate emplean la nomenclatura de pilares para facilitar la comunicación cuando cortan vehículos accidentados, así como cuando se utilizan herramientas hidráulicas de rescate.
Los pilares B a veces se nombran "postes" (sedán de postes de dos puertas o cuatro puertas).

## Diseño
En el caso del pilar B (o central) en los sedanes de cuatro puertas, el pilar típicamente es una estructura de acero cerrada y soldada al fondo del soporte de umbrales y el piso de la plataforma, así como en la parte superior de la barandilla o panel del techo. Este pilar provee apoyo estructural para el panel del techo del vehículo y está designado para actuar como cerrojo entre la puerta delantera y la puerta trasera a través de las bisagras montables.
Como los componentes de carrocería más caros para desarrollar o fabricar, el techo de un vehículo y el diseño de las puertas son un factor principal para alcanzar los estándares de seguridad y choques. Algunos emplean pilares de ventanas biselados, más delgados, pilares A para ayudar a mejorar la vista del conductor (reduciendo así puntos ciegos) a través del uso de aleación de acero más fuerte en estos componentes. Como "quizá la más compleja de todas las estructuras en un vehículo", el pilar B o central puede ser un ensamble multi-capas de varias longitudes y resistencias.
Los vehículos cerrados sin pilar B se llaman comúnmente hardtops y han estado disponibles en carrocerías de dos o cuatro puertas, en sedanes, cupés y familiares. Diseños sin pilar B o central para soporte del techo detrás de las puertas delanteras ofrecen una visibilidad mejorada para los ocupantes, mientras que a su vez requieren un reforzamiento de la parte baja de la carrocería para mantener la rigidez estructural. A principios de la década de 1970, General Motors amplió su definición de "hardtop" para que incluyera modelos con el pilar B, aunque "hasta entonces, todos pensaban que un hardtop era un carro sin pilar central."
Los pilares están implícitos, existan o no, donde exista una interrupción de diseño entre los vidrios y puertas sin soporte vertical en esa posición, los pilares inexistentes se "pasan" cuando se le nombra a otros pilares. De manera que un hardtop dos puertas o un cupé tricuerpo podrían llamar pilar C a su pilar más posterior, incluso cuando no exista un pilar B. De la misma forma, las puertas adicionales, como en el caso de las limusinas, que crean pilares B adicionales, se numeran B1, B2, etcétera.
Además de la nomenclatura de pilares derivada de ver un automóvil de perfil, algunos carros antiguos tienen un parabrisas en dos partes o una ventana trasera dividida, con las dos mitades siendo separadas por un pilar. Los postes para las ventanas que están después de las de los pasajeros y antes de la ventana trasera no se consideran un pilar que se nombre.
|                                                                       |
| Tipología fotográfica que ilustra las variantes de diseño del pilar C |

|                                                                                         |
| El pilar B o central entre las puertas delanteras y traseras en un AMC Concord familiar |

| |
| De izquierda a derecha: Los pilares C, B2, B1, y A, con un vidrio pequeño em ambas puertas (AMC Ambassador) |

|                                                            |
| Un Lincoln Town Car con cinco pilares (A, B1, B2, B3, y C) |

|                                                            |
| A accidente debido en parte a un punto ciego en el pilar A |